# ABV-Zimmertheater

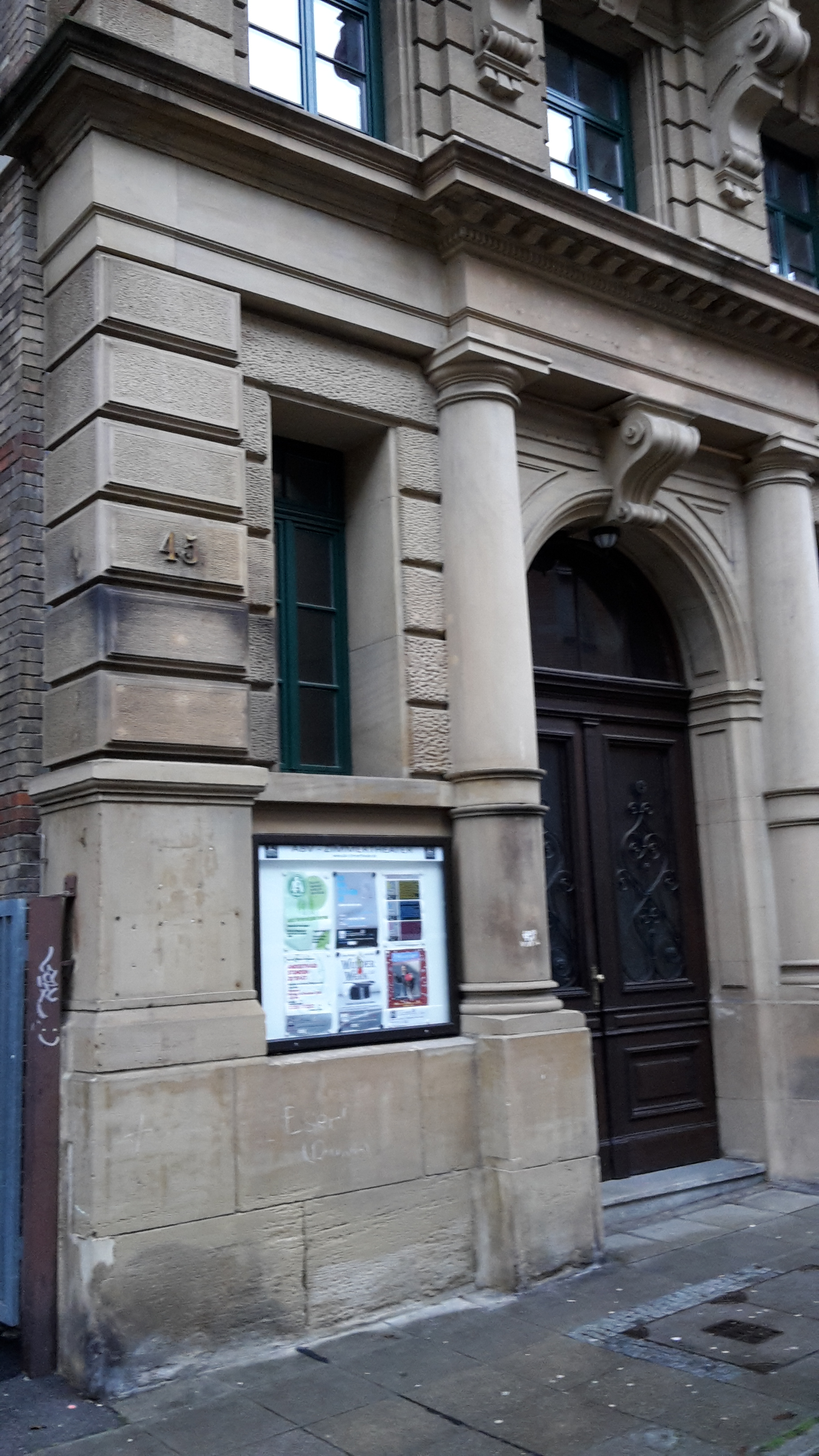
Das Eduard-Pfeiffer-Haus, Spielstätte des ABV-Zimmertheaters

Das ABV-Zimmertheater ist das älteste Amateurtheater Stuttgarts. Es existiert seit 1921 und ist eine Abteilung des Allgemeinen Bildungsvereins 1863 Stuttgart (ABV). 
Zu finden ist das Zimmertheater im Gebäude des ehemaligen Landtags, im Eduard-Pfeiffer-Haus im Heusteigviertel. 
Mit der Gründung der Dramatischen Abteilung des ABV begann 1921 die Geschichte des ABV-Zimmertheaters Stuttgart.
Über Jahrzehnte spielte die Theatergruppe des ABV im Großen Saal des nach dem Sozialreformer Eduard Pfeiffer benannten Eduard-Pfeiffer-Hauses.
Die Luftangriffe auf Stuttgart im Zweiten Weltkrieg überstand das Haus. Infolge der Zerstörung des Sitzes des ehemaligen Württembergischen Landtags diente von 1947 bis 1961 der Große Saal des Eduard-Pfeiffer-Hauses dem Landtag als provisorischer Plenarsaal, zunächst dem Landtag von Württemberg-Baden und ab 1952 dem Landtag von Baden-Württemberg. Hier wurde die erste Landesverfassung verabschiedet und das Land Baden-Württemberg gegründet.

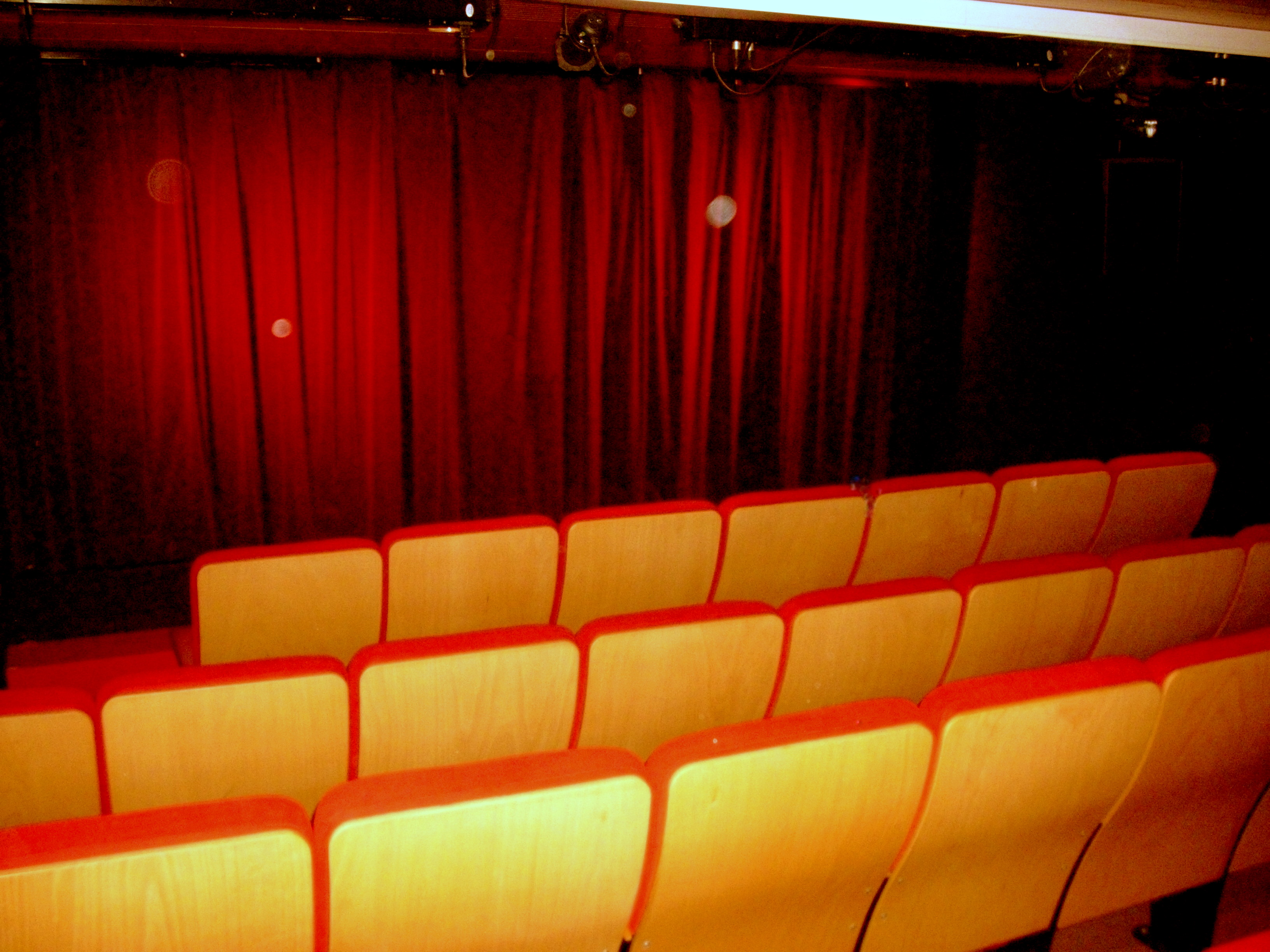
Zuschauerraum des ABV-Zimmertheaters

Dadurch hatte die Theaterabteilung des ABV zunächst keine Spielstätte, bis sie sich 1957 im Untergeschoss eine neue, kleine Spielstätte baute – das heutige ABV-Zimmertheater.
Die ersten Plätze sind direkt an der Bühne. Platz ist für 50 Gäste. 
Gespielt werden Stücke aller Genres von Krimi über Drama bis zu Komödien. Die Saison startet im September und geht bis Juni. In jeder Saison werden drei neue Eigenproduktionen präsentiert, zusätzlich wird das Programm durch Gastspiele erweitert.